# 大埔 (苗栗縣竹南鎮)
大埔，是臺灣苗栗縣竹南鎮的一個傳統地域名稱，位於該鎮東北部。相較於今日行政區，其範圍大致包括大埔里、頂埔里。

## 歷史
台灣清治末期至日治初期，大埔地區為一街庄，稱為「大埔庄」，隸屬於竹南一堡。該庄北與口公館庄、南隘庄為鄰，東與興隆庄為鄰，南邊為蟠桃庄，西南邊為營盤邊庄，西邊與西北邊為崎頂庄。
1901年（日治明治三十四年）11月，全台廢縣廳改設二十廳，該庄隸屬於新竹廳。1909年（明治四十二年）10月，合併二十廳為十二廳，該庄隸屬不變。1920年（大正九年），廢十二廳改設五州二廳，該庄改制為「大埔」大字，隸屬於新竹州竹南郡竹南庄。1940年，竹南庄升格為竹南街。
戰後竹南街改制為竹南鎮，隸屬於新竹縣，大字亦改制為里。1950年桃、竹、苗分治，竹南鎮改隸屬於苗栗縣。

## 聚落
本地區發展較早的聚落有竹蒿厝、相思林、大中埔、中大埔、頂大埔等，在日治期初期的官方地圖上已有記載。